# Älgå landskommun
Älgå landskommun var en tidigare kommun i Värmlands län.

## Administrativ historik
Den inrättades i Älgå socken i Jösse härad i Värmland när 1862 års kommunalförordningar trädde i kraft den 1 januari 1863.
Vid kommunreformen 1952 bildade den "storkommun" genom sammanläggning med den tidigare kommunen Ny landskommun.
Landskommunen uppgick 1971 i Arvika kommun.

### Kyrklig tillhörighet
I kyrkligt hänseende tillhörde kommunen Älgå församling. Den 1 januari 1952 tillkom Ny församling.

## Kommunvapnet
Blasonering: I fält av silver två stolpvis ställda svarta strängar, inneslutande fyra stolpvis ordnade hästskor
Vapnet skall i stiliserad form erinra om den hästdrivna järnbanan som gick mellan Sulvik och Ränken.
Vapnet fastställdes 1957.

## Geografi
Älgå landskommun omfattade den 1 januari 1952 en areal av 279,90 km², varav 223,77 km² land.

### Tätorter i kommunen 1960
I Älgå landskommun fanns den 1 november 1960 ingen tätort. Tätortsgraden i kommunen var då alltså 0,0 procent.

## Politik

### Mandatfördelning i valen 1938-1966
| 13 | 7 |

| 20 |

| 13 | 7 |

| 20 |

| 3 | 17 |

| 20 |

| 2 | 19 | 6 | 3 | 5 |

| 34 |

| 3 | 20 | 6 | 6 |

| 35 |

|  | 21 | 9 | 4 |

| 35 |

| 22 | 6 | 4 | 3 |

| 35 |

| 20 | 7 | 4 | 4 |

| 32 |